# Pfarrkirche Deutschkreutz

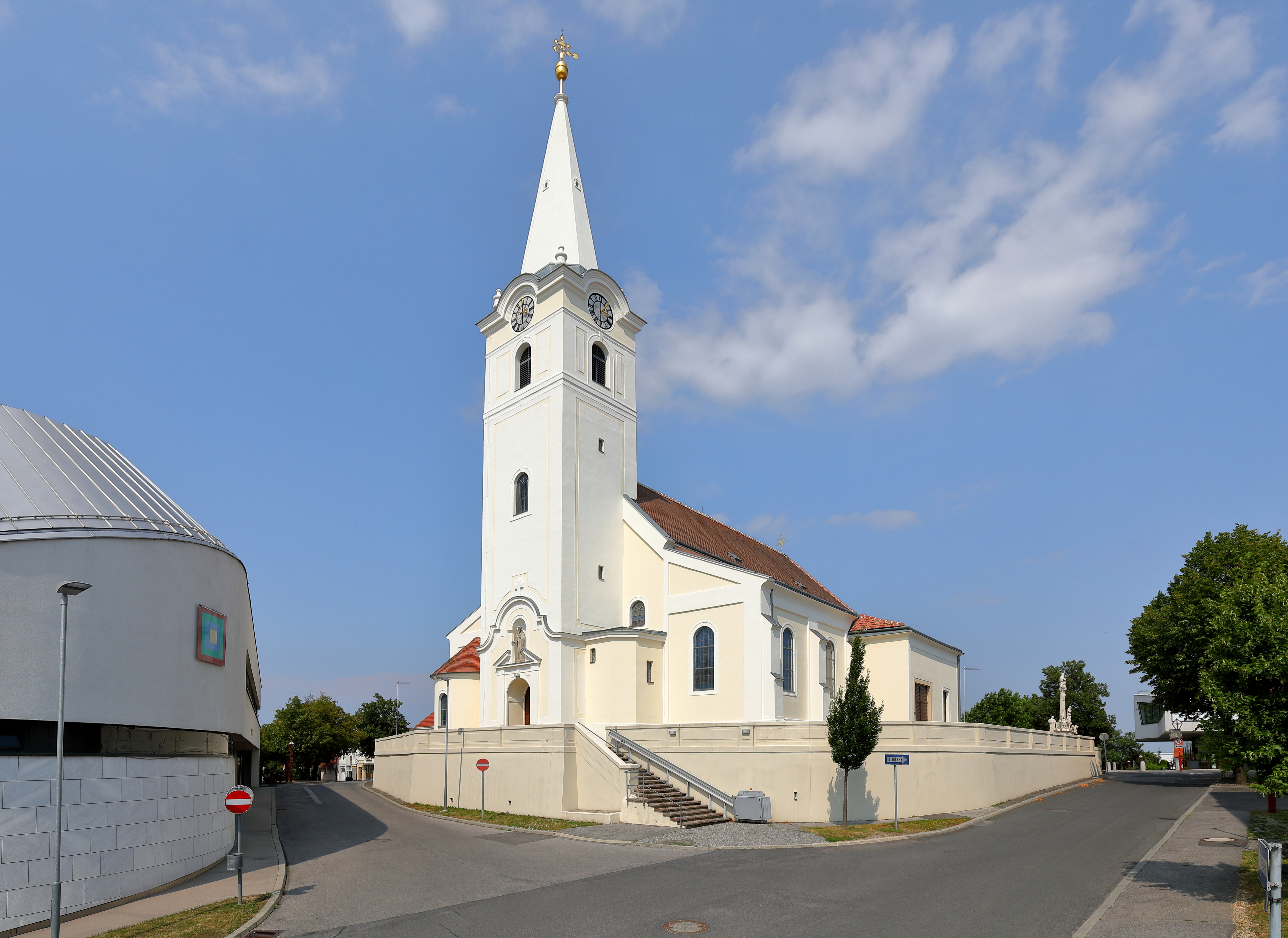
Römisch-katholische Pfarrkirche zur Kreuzerhöhung in Deutschkreutz

Die römisch-katholische Pfarrkirche Deutschkreutz steht in erhöhter Lage in der Dorfmitte der Gemeinde Deutschkreutz (ungarisch Sopronkeresztúr, bis 1899 Németkeresztúr; kroatisch: Kerestur; hebräisch: Zelem) im Bezirk Oberpullendorf im Burgenland. Sie ist dem Fest der Kreuzerhöhung geweiht und gehört zum Dekanat Deutschkreutz in der Diözese Eisenstadt. Die Kirche steht unter Denkmalschutz.

## Geschichte
Die Pfarre bestand bereits im Mittelalter. 1419 wurde die Kirche erstmals urkundlich erwähnt. Der heutige Bau stammt aus dem 18. Jahrhundert. 1826 erfolgte eine Restaurierung. Im Jahr 1928 wurde die Kirche erweitert, 1956 restauriert und 1973/74 neuerlich erweitert und umgebaut.

## Baubeschreibung

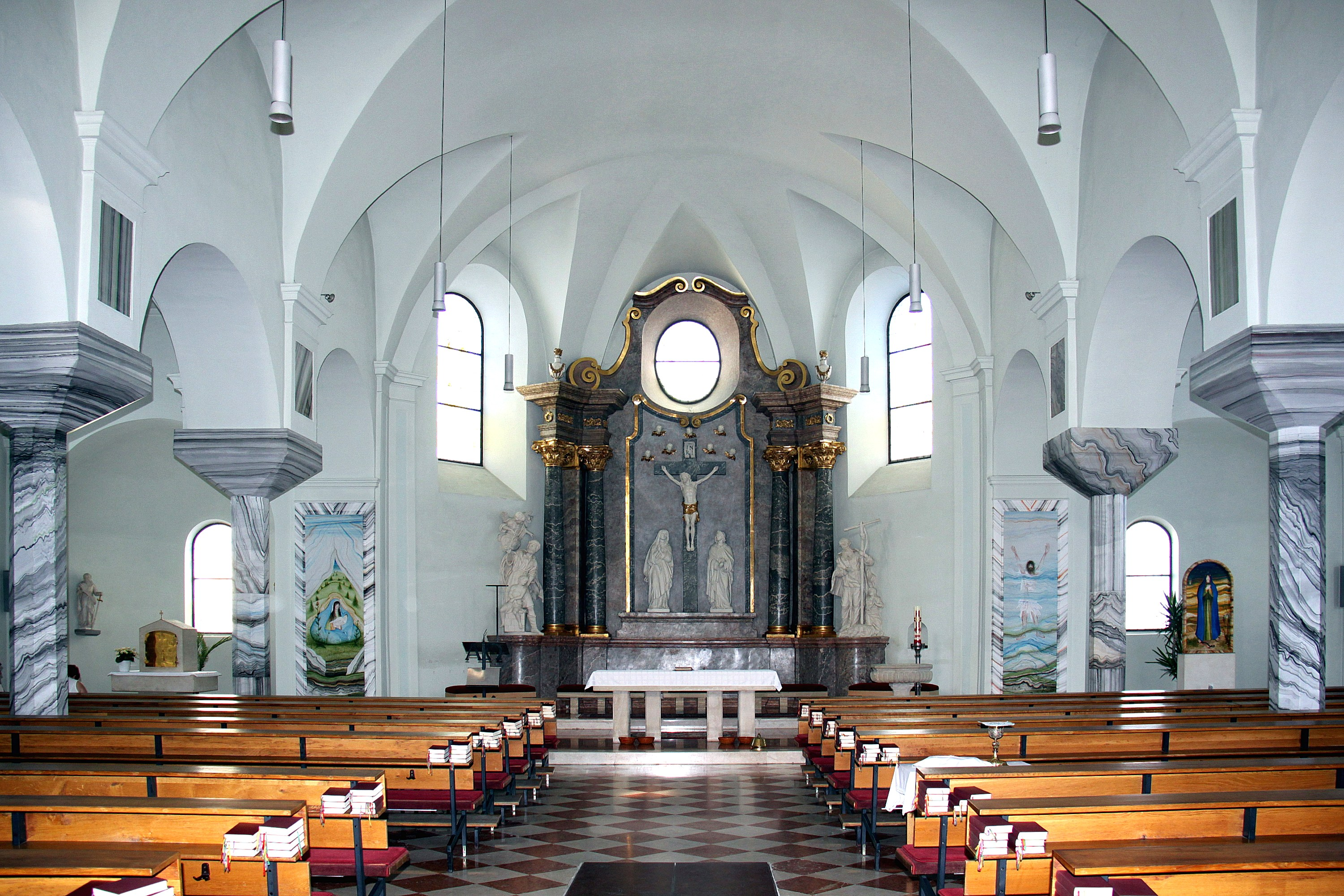
Innenansicht

Vom barocken Bestand sind die einschiffige Saalkirche mit dem gleich breiten Chor und 5/8-Schluss erhalten. Auch der vorgebaute Westturm mit einem Steinpyramidenhelm stammt aus dieser Phase. Das Kirchenschiff hat vier Joche mit Tonnengewölben und Stichkappen zwischen Gurten, die auf Pilastern ruhen. Die dreiachsige Empore ruht auf einem Kreuzgratgewölbe. An der vorgebauchtetn Brüstung ist die Inschrift „Ren. 1826, Rest. 1956“ zu lesen. Das Kappengewölbe zwischen geknickten Gurtbögen in der Apsis ruht auf Pilastern. 1928 erfolgte der Anbau von zwei kreuzgratgewölbten, vierjochigen Seitenschiffen – das nördliche ist durch eine Apsis nach Westen verlängert – sowie zwei Sakristeien am Chor. 1973 wurde die Kirche an der Nordseite mit einem Anbau mit hohem Rundgiebel erweitert. Das Mosaik im Giebel stammt von Anton Lehmden. Weiters wurden die Sakristeien zu den Seitenschiffen hin geöffnet. Die Hauptpilaster wurden durch dünne Betonstützen unterfangen.

## Ausstattung
Im Chor befinden sich farbige Glasfenster von Anton Lehmden von 1975.
Der Hochaltar besteht aus einem spätbarocken Aufbau mit Doppelsäulen und einem Volutenkranz rund um ein Ovalfenster. Seitlich sind zwei Figurengruppen aus Stuck aus dem vierten Viertel des 18. Jahrhunderts von Michael Minich, links die „Opferung Isaaks“, rechts die „Aufrichtung der ehernen Schlange“. Die Mittelgruppe aus 1826 stellt die Kreuzigung Jesu dar. Der Taufstein stammt aus dem 18. Jahrhundert, das Orgelgehäuse aus dem Jahr 1820. Die Orgel aus 1995 wurde von Herbert Gollini errichtet, wobei das Positiv von Philipp König stammt und das Hauptwerksgehäuse rekonstruiert wurde.